# بريمارك
بريمارك سلسلة من المتاجر متخصصة ببيع الملابس، بدأت في آيرلندا ومنتشرة بالدرجة الأولى في بريطانيا.
افتتح أول فرع في مدينة دبلن بآيرلندا، ولا يزال هذا الفرع قائما ويعمل تحت اسم Penneys «بينيز». أما اليوم فللمحل أكثر من 270 فرع، أغلبها في بريطانيا إلى جانب فروع في بعض الدول الأوربية وأمريكا. محلات «بريمارك» تملكها شركة «أسوشييتد بريتش فودز» وتشتهر ببيع الملابس الرخيصة.

## وصلات خارجية
- الموقع الرسمي